# Chana (juego)

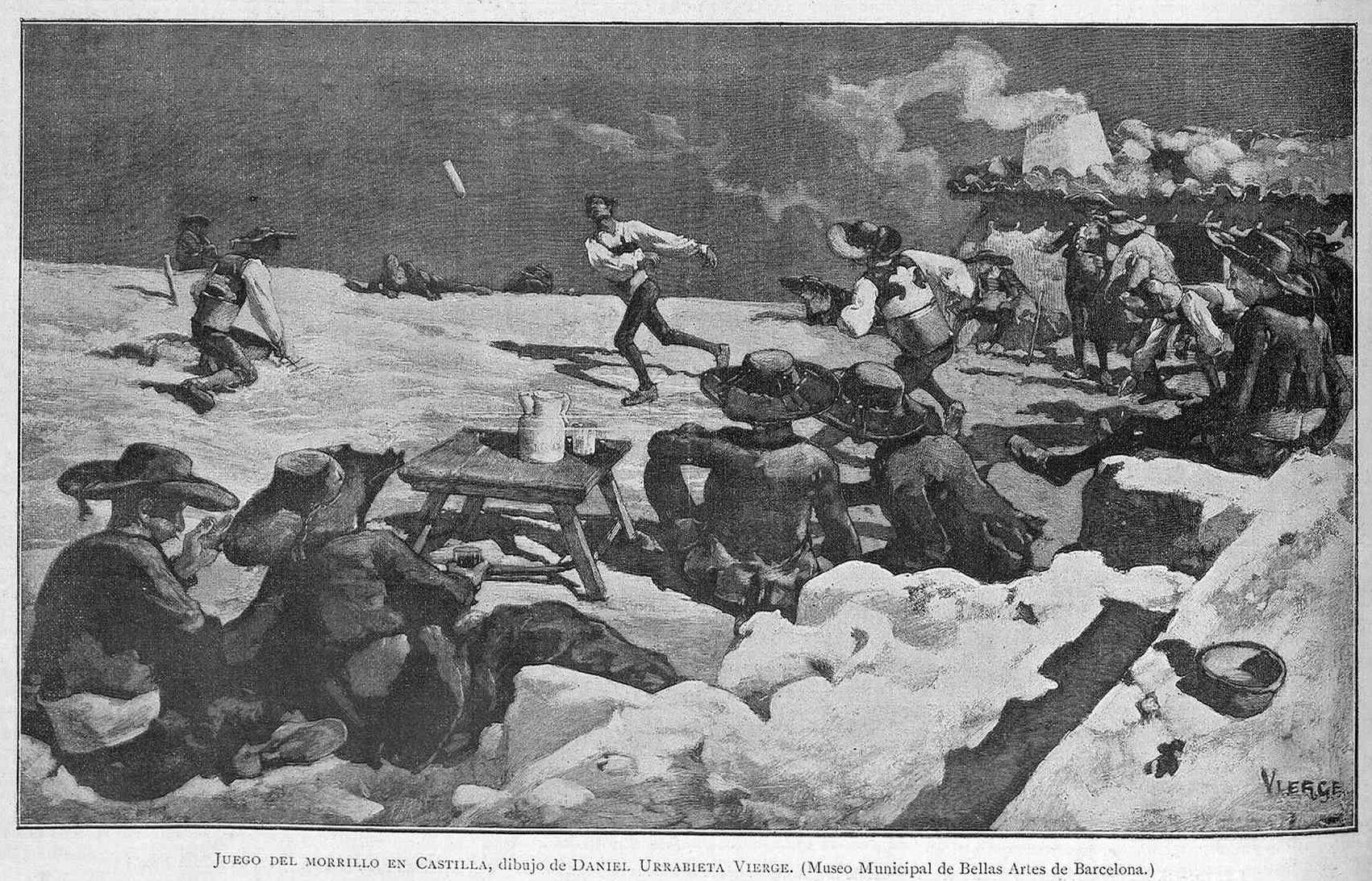
Juego del morrillo en Castilla, de Daniel Urrabieta Vierge, publicado en 1904 en La Ilustración Artística.

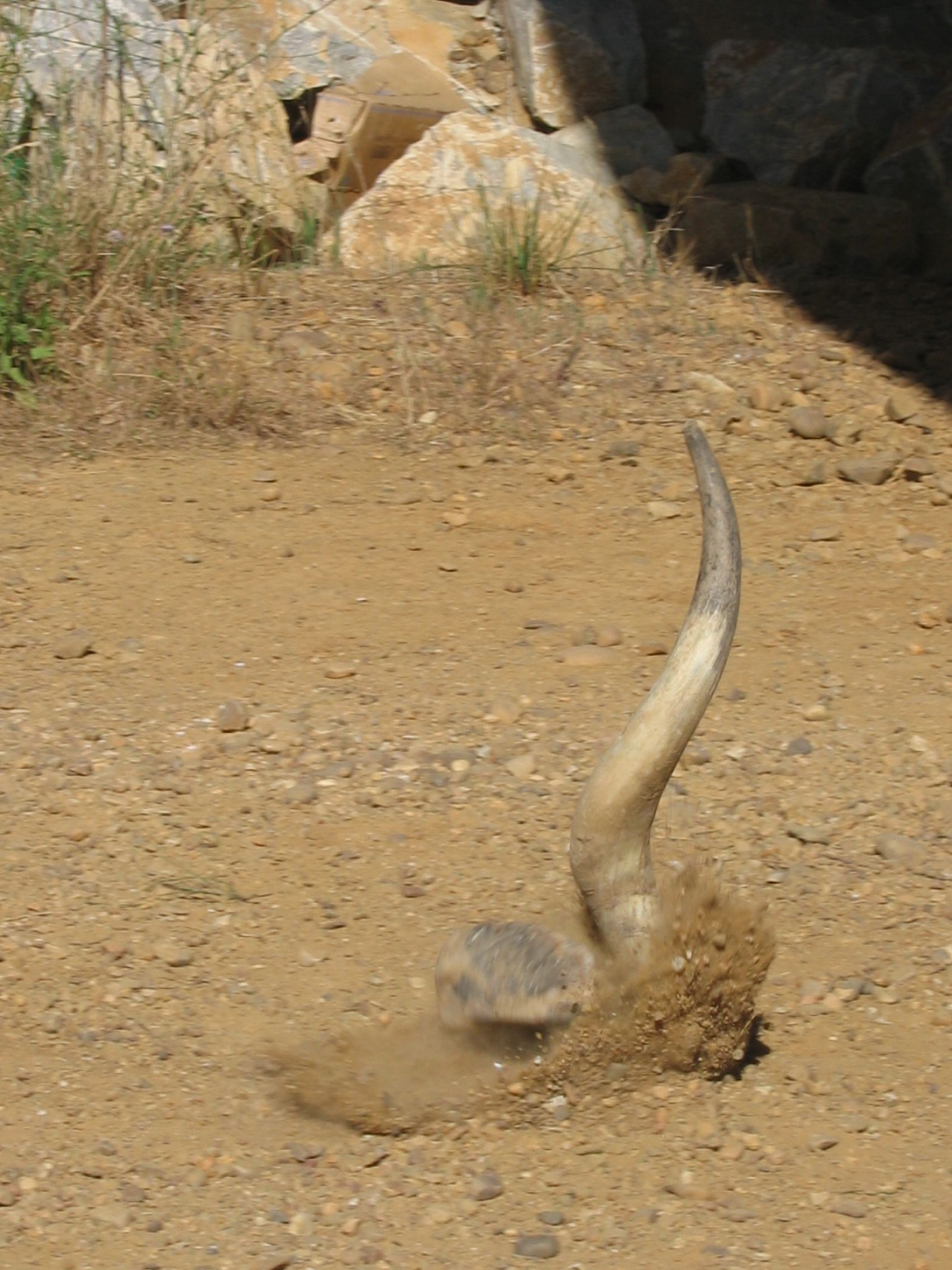
Pegada de un morrillo en el lomo del cuerno en el juego de la Chana.

Chana es un juego o deporte tradicional español que con algunas variantes en el nombre o las normas se conserva en la alta Castilla, en especial en la provincia de Palencia. También toma las denominaciones de cuerno, morrillo, ahita, maceta o chana a morrillo, entre otras.

## Origen
A partir de la definición que el Diccionario de la lengua española (Real Academia Española) le da al juego de la "calva", todo parece indicar que la "chana" pudo ser uno de sus orígenes. Algunas fuentes lo relacionan con la ocupación romana de la península ibérica. Así, por ejemplo, Rodrigo Caro anota que el lexicógrafo alejandrino Pólux comenta en su obra Onomasticón que "el cindalismo es juego de bolos, y no sólo valía hincar uno en la tierra arcillosa, sino también después de estar fijado, derribarlo dándole en la cabeza con otro bolo."
Las normas de la chana han evolucionado con el tiempo. El terreno de juego es llano y suele ser de hierba, aunque también se practica sobre tierra que esté dura. Los elementos de juego son dos cuernos y un morrillo.

## Elementos del juego

### Morrillos

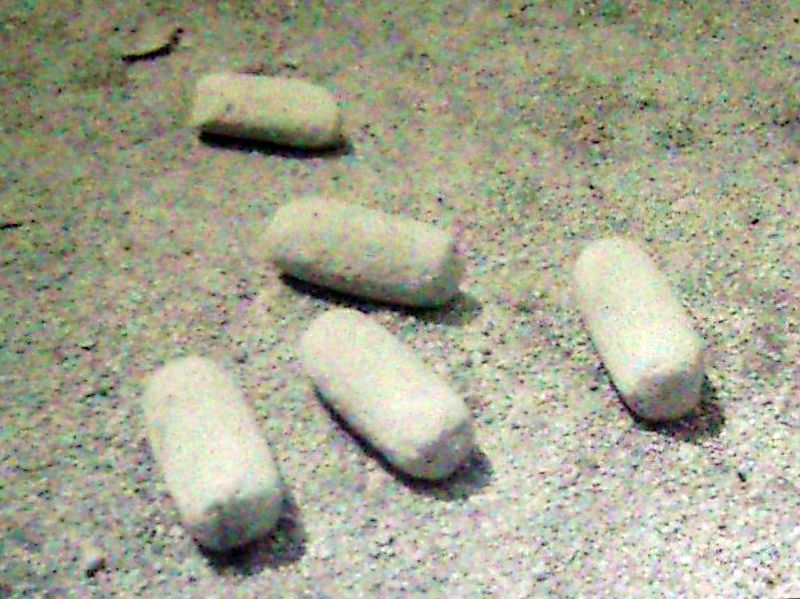
Grupo de morrillos tallados.

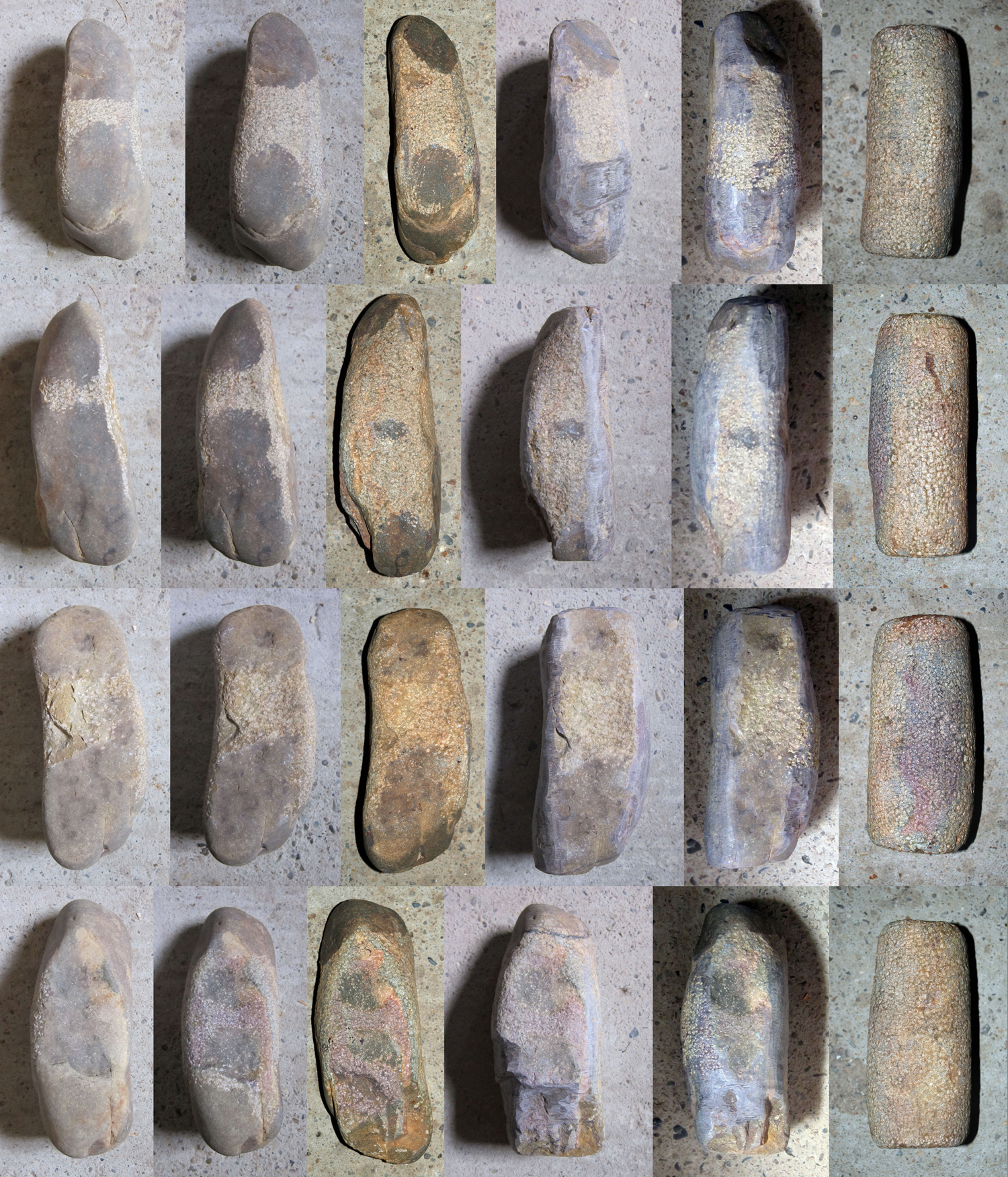
Proceso elaboración de un morrilo para el juego tradicional palentino de la Chana a Morrillo.

El morrilo es un canto rodado o una piedra a la que se ha dado una forma cilíndrica y redondeada en los extremos. El morrillo también recibe el nombre de "canto" o "marros". Estos pueden estar labrados por los propios jugadores para dar una apariencia más trabajada o aprovechar la forma de los cantos de río. Habitualmente suele ser totalmente lisos aunque algunos, y estos son los mejores, tienen llave (pequeña hendidura para apoyar el dedo pulgar y sujetar mejor el morrillo).
Éstos tienen unas dimensiones muy variables, que oscilan entre los 10 y 20 centímetros de largo y los 6 y 8 centímetros de diámetro. Su peso por tanto depende de sus dimensiones, fluctuando entre 500 gramos y hasta 3 kilogramos.
De unos años a esta parte, no es difícil ver morrillos hechos con tubos metálicos huecos rellenos de arena y cerrados con soldadura en sus extremos. Esto se debe a que los morrillos tradicionales, tras varias partidas de juego, si estas trascurren en terreno pedregoso, puede llegar a partirse y la elaboración tradicional de los mismos es mucho más laboriosa que si ésta se hace de metal.

### Cuernos
El otro elemento de juego son los cuernos. Habitualmente son dos astas de res vacuna, cuanto más grandes y retorcidas mejor, ya que hacen más juego y de unos 40 a 50 centímetros de largo. Hay localidades que ante la dificultad de encontrar este tipo de astas, como elemento de juego han empleado cambas de arado, raíces de encina, palos torcidos, etc.

## Propósito y reglas
El propósito del juego es acertar en el lanzamiento de la piedra al cuerno, sin que la piedra haya golpeado o pegado antes en el suelo (pacer) o en cualquier otro obstáculo.
Los cuernos se colocan uno enfrente de otro con las puntas dirigidas al lado contrario desde donde se efectúa el lanzamiento, ofreciendo el lomo del cuerno al tirador. La distancia entre los cuernos oscila entre los 15 y 25 metros, si bien lo normal es a 21 pasos. Detrás de cada cuerno se colocan los jugadores que lanzan contra el cuerno contrario. Tiran primero a uno y después cambiando de lugar, al otro.

## Equipos y puntuación
Casi siempre juegan dos equipos, aunque también se juega de forma individual, con un número de componentes cada uno muy variable según las localidades. La partida ideal sería cuatro contra cuatro.
La puntuación que se obtiene cada vez que se da al cuerno es de un punto, siempre y cuando el morrillo pegue en él antes que en el suelo; por lo tanto debe ir por el aire todo el tiempo y nunca rodando por el suelo.
Cada partida suele jugarse a 18 o 21 tantos que se aumentan de tres en tres siempre que se produzca un empate. Este control de la puntuación es llevada por dos personas, en algunos pueblos llamadas ahitadores, ajenas al pueblo, que se colocan normalmente donde están pintados los cuernos, haciendo a la vez de jueces en los casos de pegadas dudosas.

## Difusión

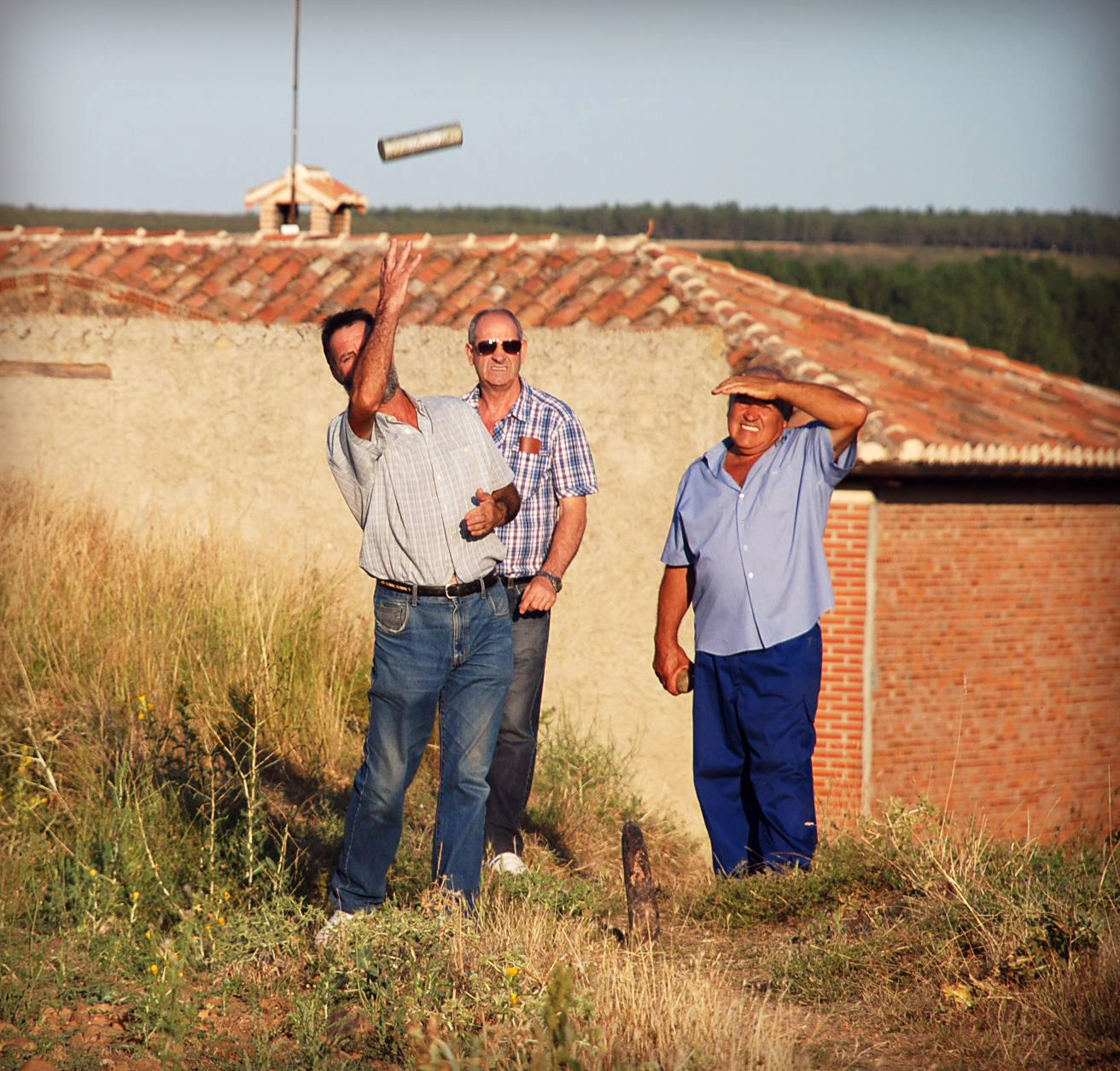
Lanzamiento de morrillo en el campeonato celebrado el 14 de agosto de 2013 en las fiestas patronales de Villamelendro de Valdavia.

Entre las localidades de varias provincias que lo practican, se pueden citar:
- Provincia de Burgos: Villanueva de Odra.[6] Padilla de Abajo

- Provincia de Palencia: si bien la práctica de este juego tradicional, que actualmente se practica en bastantes localidades Husillos, Villalcázar de Sirga, San Quirce de Riopisuerga, Villanuño de Valdavia, Villamelendro de Valdavia, Población de Campos etc, abarcó toda la provincia exceptuando la zona norte, habiéndolo practicando siempre los hombres y en ningún caso las mujeres. Existe un campeonato a nivel de toda la provincia.[7]
- Provincia de Zamora: Castroverde de Campos[8]

## Modalidades
En ciertas localidades se diferencian claramente dos formas de juego, cuando se refieren a la chana y cuando lo hacen al morrillo:
- En la chana hay que efectuar el lanzamiento con los dos pies a la misma altura y sin moverlos.
- En el morrilo se puede coger uno o varios pasos de carrera impulsora antes de lanzar.

En consecuencia, en el primer caso los cuernos se suelen colocar con menor separación que en el segundo.
También se constata que en algunas localidades se juega al morrillo con un solo cuerno y por tanto estableciendo una mano fija para el lanzamiento.